# Gand-Wevelgem 1956
 (novembre 2021).
La 18e édition de Gand-Wevelgem a eu lieu le 25 mars 1956. La course est remportée par le Belge Rik Van Looy (Faema) qui parcourt les 228 kilomètres en 6 h 21 min 0 s.
142 coureurs ont pris le départ et 52 ont terminé la course.

## Classement final
| Place | Coureur               | Équipe                    | Temps           |
| ----- | --------------------- | ------------------------- | --------------- |
| 1     | Rik Van Looy          | Faema                     | 6 h 21 min 00 s |
| 2     | Richard Van Genechten | Elvé-Peugeot              | à 7 s           |
| 3     | Désiré Keteleer       | Van Hauwaert-Faema-Guerra | à 30 s          |
| 4     | Marcel Janssens       | Eldorado-Elve             | m.t.            |
| 5     | Karel De Baere        | Mercier-Hutchinson-BP     | à 1 min 10 s    |
| 6     | Stan Ockers           | Elvé-Peugeot              | m.t.            |
| 7     | Rik Van Steenbergen   | Elvé-Peugeot              | m.t.            |
| 8     | Raymond Impanis       | Elvé-Peugeot              | m.t.            |
| 9     | Ernest Sterckx        | Elvé-Peugeot              | m.t.            |
| 10    | Alfons Van Den Brande | Libertas                  | m.t.            |